# فرانك كينغ (لاعب هوكي جليد)
فرانك كينغ هو لاعب هوكي جليد كندي، ولد في 7 مارس 1929 في تورونتو في كندا، وتوفي في 25 سبتمبر 2004.

## وصلات خارجية
- فرانك كينغ على موقع دوري الهوكي الوطني (الإنجليزية)
- فرانك كينغ على موقع EliteProspects.com (الإنجليزية)
- فرانك كينغ على موقع HockeyDB.com (الإنجليزية)
- فرانك كينغ على موقع Hockey-Reference.com (الإنجليزية)